# Lorraine Sport
Der Lorraine Sport ist ein Pkw-Modell der Zwischenkriegszeit. Bis 1927 hieß es Lorraine-Dietrich Sport, bevor der französische Hersteller Lorraine-Dietrich seinen Markennamen auf Lorraine verkürzte.

## Beschreibung
Entwickelt wurde das Modell, um bei Sportwagenrennen ein leistungsfähiges Fahrzeug zu haben. Im Sommer 1924 wurde es erstmals eingesetzt. Während der Modelljahre 1925 bis 1932 stand es im regulären Angebot.
Das Fahrzeug basiert auf dem B.6. Es hat ebenfalls einen von Marius Barbarou entworfenen Sechszylinder-Monoblockmotor mit OHV-Ventilsteuerung, 75 mm Bohrung, 130 mm Hub und 3446 cm³ Hubraum. Der Motor war in Frankreich steuerlich mit 15 CV eingestuft. Für das erste Jahr ist eine Leistung von 70 PS überliefert, die später auf 90 PS gesteigert werden konnte. Laut einer anderen Quelle führte eine größere Modellpflege im Oktober 1926 zu einer Leistungssteigerung auf 80 PS.
Der Motor ist vorn längs im Fahrgestell eingebaut. Er treibt über ein Dreiganggetriebe und eine Kardanwelle die Hinterachse an. Die Bremse wirkt auf alle vier Räder.
Erhältlich waren Torpedo und Limousinen, letztere überwiegend zweitürig.
Die Fahrzeuge haben einheitlich 2890 mm Radstand und 1400 mm Spurweite.

## Renneinsätze

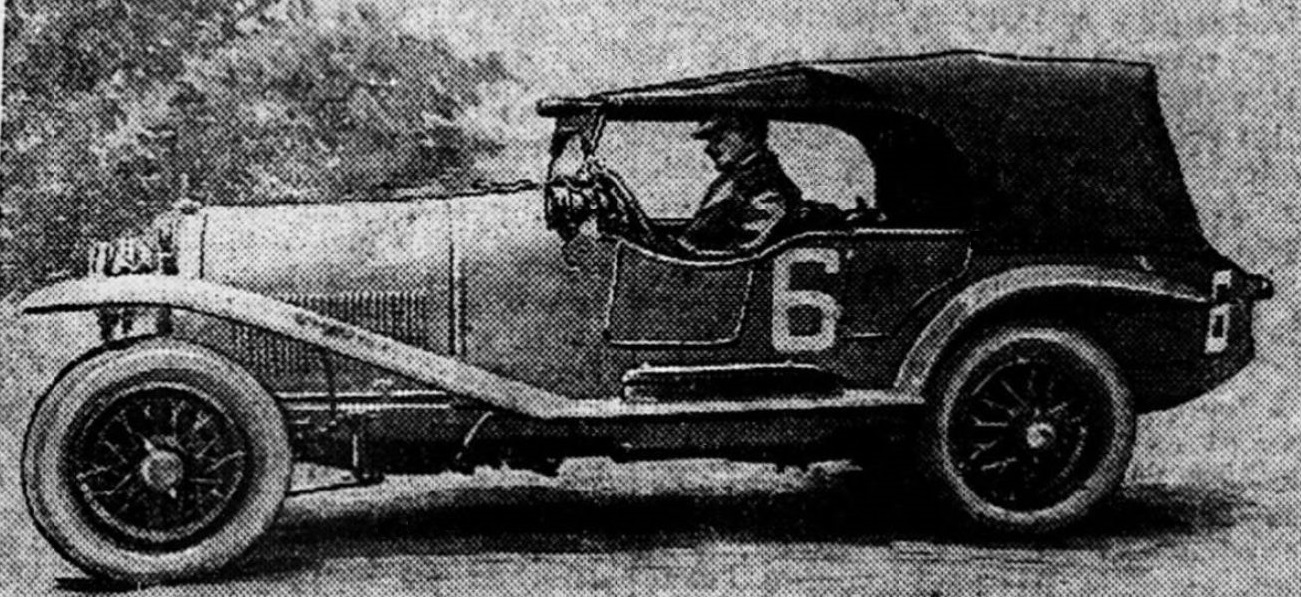
Das Siegerfahrzeug von Le Mans 1926

Lorraine-Dietrich setzte die Fahrzeuge erstmals im Juni 1924 beim 24-Stunden-Rennen von Le Mans 1924 ein. 1925 und 1926 wurden die Rennen in Le Mans gewonnen.